# Störtjärnen, Lappland
Störtjärnen är en sjö i Arvidsjaurs kommun i Lappland och ingår i Byskeälvens huvudavrinningsområde. Sjön har en area på 0,0447 kvadratkilometer och ligger 510,7 meter över havet.

## Delavrinningsområde
Störtjärnen ingår i det delavrinningsområde (730115-163196) som SMHI kallar för Mynnar i Beivurbäcken. Medelhöjden är 513 meter över havet och ytan är 21,8 kvadratkilometer. Det finns inga avrinningsområden uppströms utan avrinningsområdet är högsta punkten. Störbäcken som avvattnar avrinningsområdet har biflödesordning 3, vilket innebär att vattnet flödar genom totalt 3 vattendrag innan det når havet efter 177 kilometer. Avrinningsområdet består mestadels av skog (84 procent) och sankmarker (15 procent). Avrinningsområdet har 0,07 kvadratkilometer vattenytor vilket ger det en sjöprocent på 0,3 procent.